# Kemet (Altes Ägypten)
Kemet ist der altägyptische Name für Ägypten und bedeutet „Schwarzes (Land)“, womit das fruchtbare Ackerland im Niltal und Nildelta gemeint ist.
Die Bezeichnung Kemet leitet sich von der Nilschwemme ab, die fruchtbaren Nilschlamm von dunkler, fast schwarzer Farbe in das Überschwemmungsgebiet spülte. Sank der Wasserpegel wieder, hinterließ er ein großes Gebiet, das von dem fruchtbaren Nilschlamm bedeckt war und so eine hervorragende Grundlage für die reichhaltige Nahrungsversorgung und den Aufstieg des ägyptischen Reiches bildete.
Der Gegenbegriff für Kemet, „Schwarzes Land“ war ta descheret, „das rote Land“, das die rotgelbe Wüstenlandschaft außerhalb des Niltals bezeichnete.